# Humulus scandens
El lúpulo japonés (Humulus japonicus) es una planta ornamental perteneciente a la familia Cannabaceae. Su distribución original es las zonas templadas de Asia. En Norteamérica es considerada una especie invasora.
Es una planta huésped para la mariposa Polygonia c-aureum.

## Sinonimia
- Humulus scandens auct. non (Lour.) Merr.[2]

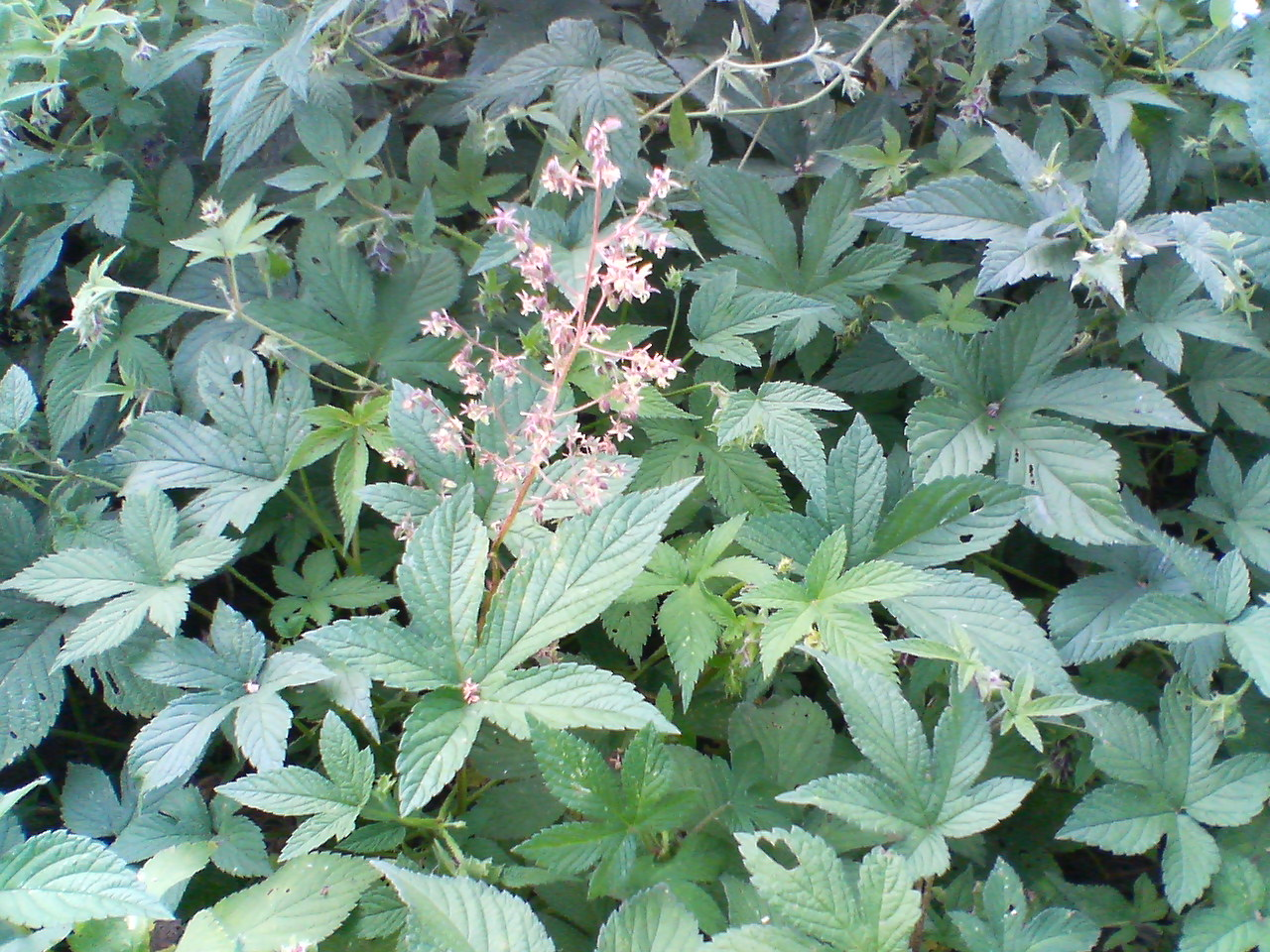